# Filiniidae
Filiniidae är en familj av hjuldjur. Filiniidae ingår i ordningen Flosculariacea, klassen Monogononta, fylumet hjuldjur och riket djur.
Familjen innehåller bara släktet Filinia.